# Assedio di Parigi (1429)
L'assedio di Parigi fu un'operazione militare intrapresa nel settembre del 1429 dalle truppe del re Carlo VII di Francia, recentemente incoronato, contro la inglese Parigi. Le truppe francesi di re Carlo, nonostante gli sforzi, non riuscirono ad entrare all'interno della città, difesa dal governatore Jean de Villiers de L'Isle-Adam e dal provost Simon Morhier, che godevano del sostegno di gran parte della popolazione urbana.

## Contesto
Dopo l'entrata di Enrico V d'Inghilterra a Parigi, nel 1420, l'amministrazione inglese fu estremamente favorevole al popolo, che si vide confermare i privilegi che già possedevano. I parigini sostenevano gli inglesi soprattutto per l'odio verso Carlo VII (che avevano soprannominato "Re di Bourges ") e degli Armagnacchi, che minacciavano le numerose libertà che la città aveva ottenuto nel corso dei secoli.
Dopo la battaglia di Montépilloy, il 26 agosto 1429, Giovanna d'Arco e il duca Giovanni II di Alençon conquistarono Saint-Denis, una città a nord di Parigi. Il 28 agosto Carlo VII firmò la tregua di Compiègne.

## Lo scontro

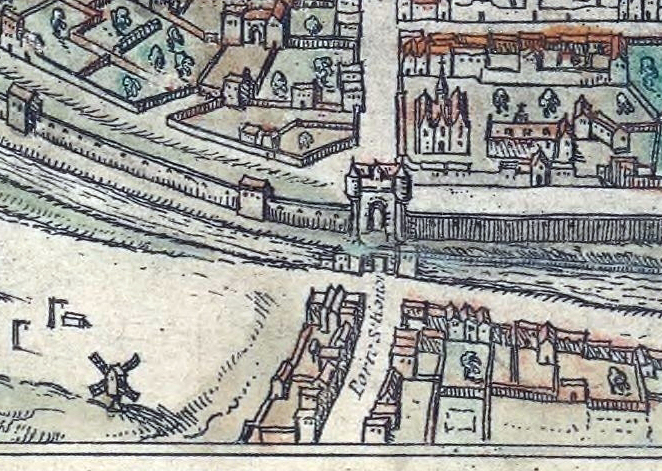
La Porta di Saint-Honoré un secolo dopo, nel 1530, durante il regno di Francesco I di Francia

All'inizio di settembre, re Carlo VII s'accampò nella collina di Saint-Roch.
Il 3 settembre, Giovanna d'Arco, accompagnata dai duchi di Alençon e Borbone, i conti di Vendôme e Laval, il maresciallo Gilles de Rais e le loro truppe, si spostò in un piccolo villaggio poco lontano dalle mura della capitale. Dopo diversi giorni di scaramucce davanti alle porte di Parigi, Giovanna d'Arco pregò nella cappella di Santa Genevieve. La mattina di giovedì 8 settembre 1429, Giovanna d'Arco, il duca di Alençon, Gilles de Rais e Jean de Brosse Boussac iniziarono la loro marcia dal villaggio di La Chapelle per prendere d'assalto la Porta di Saint-Honoré. Giovanna d'Arco fece inoltre installare delle colubrine sulla collina di Saint-Roch per sostenere l'attacco. 

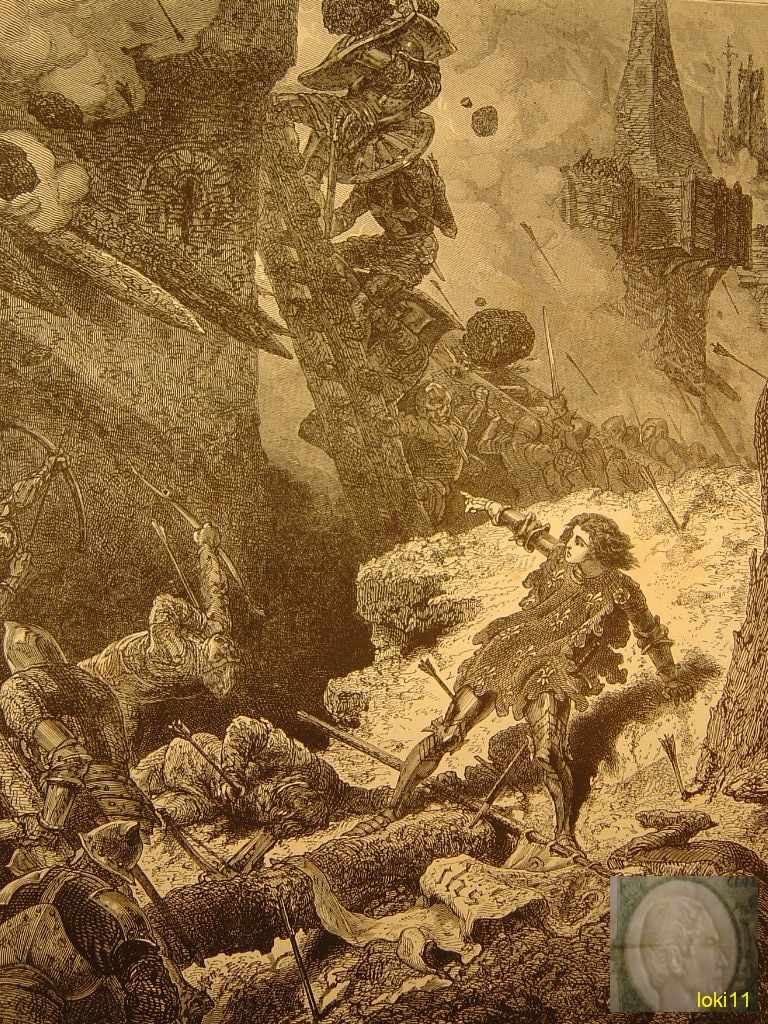
Giovanna d'Arco all'assedio di Parigi

I parigini, credendo che gli Armagnacchi volessero distruggere la città, resistettero vigorosamente. Giovanna d'Arco si avviò verso il cancello principale con l'esercito francese, cercando di attraversare il fossato pieno d'acqua della città di fronte al cancello. I francesi non riuscirono ad oltrepassare le mura e subirono perdite pesanti. La stessa Pulzella d'Olréans fu ferita da una balestra nella coscia. Giovanna fu quindi portata via dal campo e fatta riposare a La Chapelle, villaggio in cui avevano sostato nei giorni precedenti. Sebbene desiderasse riprendere l'attacco a Parigi, il re Carlo VII le ordinò di ritirarsi nell'Abbazia di Saint-Denis. Pochi giorni dopo il sovrano ordinò di abbandonare l'assedio, facendo ritirare le truppe.

## Conseguenze
La città fu difesa da circa 3 000 inglesi, comandati dal maresciallo Simon Morhier e dal governatore Jean de Villiers de L'Isle-Adam, cavaliere del Toson d'Oro, che costrinsero Carlo VII ed il suo esercito di 10 000 soldati alla ritirata.
Avendo fallito con la forza, Carlo VII, tentò di prendere la città con altri mezzi. Nel 1430 organizzò un complotto, poi scoperto dagli inglesi, che portò all'impiccagione di 6 parigini. Nel 1432 e nel 1434 altri tentativi, falliti, furono compiuti dal re per ottenere la città. Dopo che il duca di Borgogna ritirò il suo sostegno agli inglesi, in seguito al trattato di Arras (1435), il 13 aprile 1436 i parigini aprirono le porte della città a Giovanni di Dunois, bastardo d'Orléans e ad Arturo di Bretagna.